# Mick Schumacher
Mick Schumacher (phát âm tiếng Đức: [ˈmɪk ˈʃuːmaxɐ]; sinh ngày 22 tháng 3 năm 1999) là một tay đua người Đức, hiện là tay đua dự bị cho Mercedes và McLaren. Anh đã thi đấu trong Công thức 1 cho Haas vào mùa giải 2021 và 2022.

## Sự nghiệp

### Công thức 1 (2021-2022)

#### Haas (2021-2022)

##### 2022: Mùa giải cuối cùng với Haas trong Công thức 1
Schumacher ở lại với Haas vào năm 2022. Đồng đội của anh là Kevin Magnussen, người đã quay trở lại Công thức 1 sau hai năm vắng mặt.
Schumacher vượt qua vòng phân hạng ở vị trí thứ 12 và về đích ở vị trí thứ 11 tại giải đua ô tô Công thức 1 Bahrain, chặng đua đầu tiên của mùa giải. Tại chặng đua sau đó ở Ả Rập Xê Út, anh đã không thể tham gia cuộc đuasau khi va chạm mạnh ở vòng phân hạng. Anh đã có thể đua trở lại tại giải đua ô tô Công thức 1 Úc, xuất phát ở vị trí thứ 15 và về đích thứ 13. Schumacher đang ở trong vị trí top 10 với ba vòng còn lại của giải đua ô tô Công thức 1 Miami nhưng đã va chạm với người đồng huơng Sebastian Vettel trong khi cố gắng vượt. Anh đã lọt vào vòng cuối cùng của vòng phân hạng (Q3) lần đầu tiên trong sự nghiệp Công thức 1 tại giải đua ô tô Công thức 1 Tây Ban Nha nhưng đã không ghi được điểm nào. Tại chặng đua sau đó ở Monaco, anh đã va chạm một cách nghiêm trọng khiến chiếc xe của anh bị vỡ đôi.
Anh đã lập kết quả tốt nhất trong vòng phân hạng của mình tại giải đua ô tô Công thức 1 Canada khi xuất phát ở vị trí thứ sáu. Trong cuộc đua, anh đang ở vị trí thứ bảy cho đến khi một sự cố động cơ kết thúc cuộc đua của anh. Tại chặng đua tiếp theo ở Anh, anh xuất phát từ vị trí thứ 19 và leo lên vị trí thứ 8 để ghi điểm lần đầu tiên trong sự nghiệp Công thức 1 của mình. Một tuần sau tại giải đua ô tô Công thức 1 Áo, anh vượt qua vòng phân hạng ở vị trí thứ 7 và cán đích thứ 6. Đó là kết quả tốt nhất của anh trong Công thức 1 và kết quả đó đưa anh lên vị trí thứ 15 trong bảng xếp hạng các tay đua. Anh lại lọt vào Q3 tại giải đua ô tô Công thức 1 Hà Lan nhưng không thể ghi điểm. Trước thềm giải đua ô tô Công thức 1 Abu Dhabi, Haas thông báo rằng họ sa thải anh sau mùa giải 2022. Sau khi mùa giải kết thúc, anh đã được thay thế bởi người đồng huơng Nico Hülkenberg.

### Tay đua dự bị cho Mercedes và McLaren (2023-)
Sau khi không tìm được chỗ đua nào cho năm 2023, Mercedes đã công bố Schumacher là tay đua dự bị của đội. Vào tháng 2 năm 2023, McLaren công bố rằng anh là tay đua dự bị sau một thỏa thuận với Mercedes.